# Phrynosoma hernandesi
Phrynosoma hernandesi là một loài thằn lằn trong họ Phrynosomatidae. Loài này được Girard mô tả khoa học đầu tiên năm 1858.

## Hình ảnh

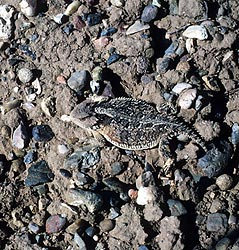
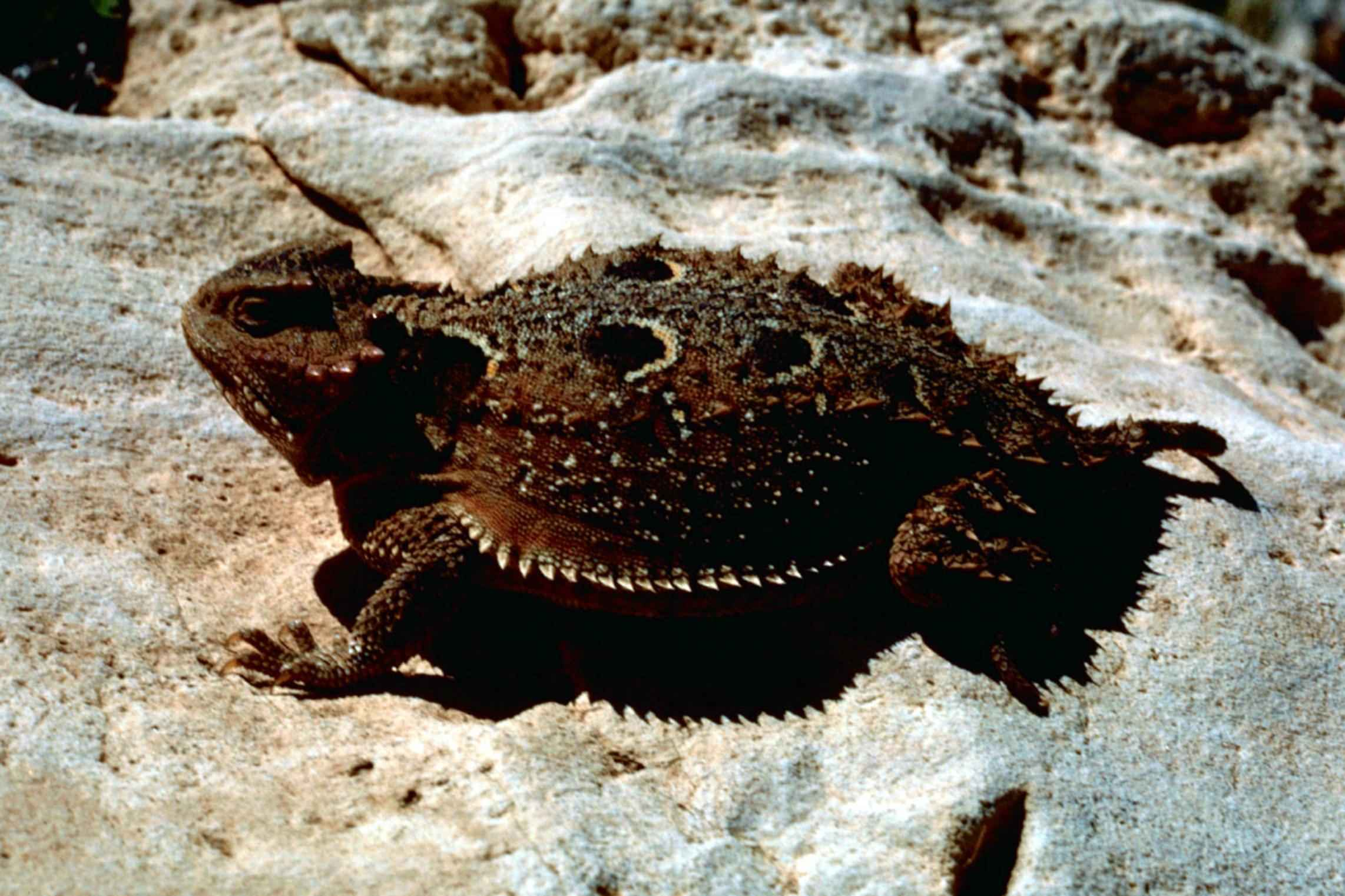
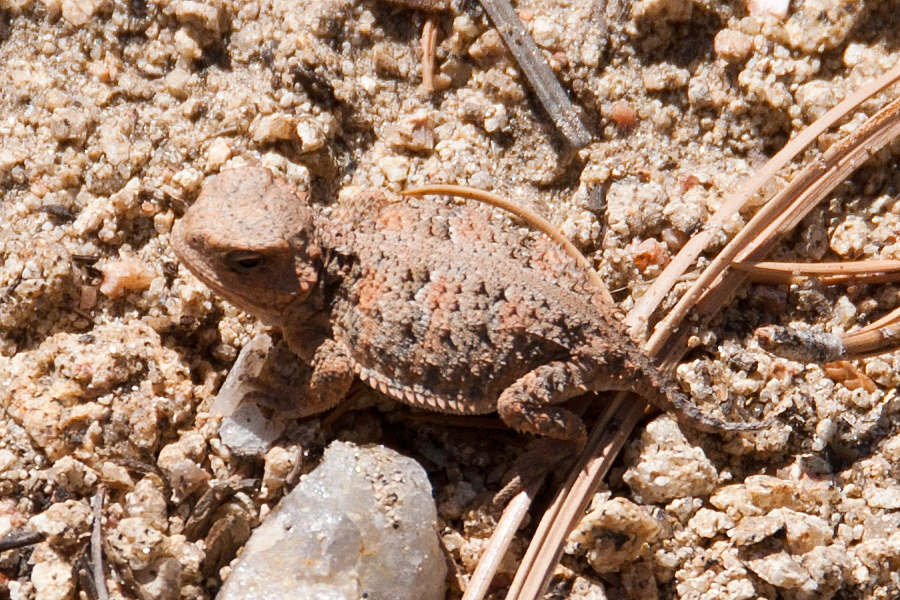